# Sanliqiao
Die Sanliqiao-Stätte (chinesisch 三里桥遗址, Pinyin Sānlǐqiáo yízhǐ, englisch Sanliqiao site) ist eine neolithische Fundstätte in China. Sie befindet sich am Ufer des Flusses Jian He 涧河 im Dorf Sanliqiao (三里桥村) von Sanmenxia in der chinesischen Provinz Henan und wurde in den 1950er Jahren vom Archäologischen Institut der Chinesischen Akademie der Sozialwissenschaften erforscht. Die archäologischen Funde umfassen historische Überreste aus der Yangshao-Kultur, Henan Longshan-Kultur bzw. Miaodigou-II-Kultur.